# رئيس أركان الجيش الوطني الشعبي الجزائري
رئيس أركان الجيش الوطني الشعبي هو أعلى منصب في القوات المسلحة الشعبية الجزائرية (القوات المسلحة الجزائرية ككل، وليس الجيش فقط). لقد ظل هذا المنصب فارغًا لسنوات عديدة بعد أن حاول رئيس الأركان الطاهر زبيري الانقلاب على الرئيس هواري بومدين.

## قائمة الرؤساء
| الترتيب                                                 | صورة | الرتبة | رئيس الأركان       | القوة المسلحة           | مدة الولاية    | مدة الولاية    | مدة الولاية                   | وزير الدفاع                      | رئيس الجمهورية «القائد الأعلى للقوات المسلحة» |
| الترتيب                                                 | صورة | الرتبة | رئيس الأركان       | القوة المسلحة           | بدأ فترته      | انتهت فترته    | الفترة الزمنية                | وزير الدفاع                      | رئيس الجمهورية «القائد الأعلى للقوات المسلحة» |
| ------------------------------------------------------- | ---- | ------ | ------------------ | ----------------------- | -------------- | -------------- | ----------------------------- | -------------------------------- | --------------------------------------------- |
| 1                                                       |      | عقيد   | الطاهر زبيري       |                         | 4 مارس 1964    | 1 نوفمبر 1967  | (3 سنواتٍ و7 أشهرٍ و28 يومًا)    | هواري بومدين                     | أحمد بن بلة هواري بومدين                      |
| بقي منصب رئاسة أركان الجيش شاغرًا لمدة (17 سنةً و21 يومًا) |      |        |                    |                         |                |                |                               |                                  |                                               |
| 2                                                       |      | لواء   | مصطفى بلوصيف       | القوات البرية الجزائرية | 28 نوفمبر 1984 | 22 نوفمبر 1986 | (سنةً واحدةً و11 شهرًا و25 يومًا) | الشاذلي بن جديد                  | الشاذلي بن جديد                               |
| 3                                                       |      | لواء   | عبد الله بلهوشات   | القوات البرية الجزائرية | 22 نوفمبر 1986 | 16 نوفمبر 1988 | (سنةً واحدةً و11 شهرًا و25 يومًا) | الشاذلي بن جديد                  | الشاذلي بن جديد                               |
| 4                                                       |      | لواء   | خالد نزار          | القوات البرية الجزائرية | 16 نوفمبر 1988 | 25 يوليو 1990  | (سنةً واحدةً و8 أشهرٍ و9 أيامٍ)   | الشاذلي بن جديد                  | الشاذلي بن جديد                               |
| 5                                                       |      | لواء   | عبد المالك قنايزية | القوات الجوية الجزائرية | 25 يوليو 1990  | 10 يوليو 1993  | (سنتان و11 شهرًا و15 يومًا)     | خالد نزار                        | الشاذلي بن جديد محمد بوضياف                   |
| 6                                                       |      | لواء   | محمد العماري       | القوات البرية الجزائرية | 10 يوليو 1993  | 3 أغسطس 2004   | (11 سنةً و24 يومًا)             | اليمين زروال عبد العزيز بوتفليقة | علي كافي اليمين زروال عبد العزيز بوتفليقة     |
| 7                                                       |      | فريق   | أحمد قايد صالح     | القوات البرية الجزائرية | 3 أغسطس 2004   | 23 ديسمبر 2019 | 15 سنةً و4 أشهرٍ و20 يومًا       | عبد العزيز بوتفليقة              | عبد العزيز بوتفليقة عبد المجيد تبون           |
| 8                                                       |      | فريق   | السعيد شنقريحة     | القوات البرية الجزائرية | 23 ديسمبر 2019 | على رأس المنصب | 5 سنواتٍ و3 أشهرٍ               | عبد المجيد تبون                  | عبد المجيد تبون                               |